# Tsaramandroso
Tsaramandroso is een plaats en commune in het noordwesten van Madagaskar, behorend tot het district Ambato Boeny, dat gelegen is in de regio Boeny. Tijdens een volkstelling in 2001 telde de plaats 6.140 inwoners.
De plaats biedt naast lager onderwijs ook middelbaar onderwijs aan. Bij de plaats wordt mijnbouw op industriële schaal bedreven. 80 % van de bevolking werkt als landbouwer, 10 % houdt zich bezig met veeteelt en 5 % verdient zijn brood als visser. De belangrijkste landbouwproducten zijn katoen en mais; ander belangrijk product is bonen. Verder is 5% actief in de dienstensector.